# Korvasjärvi
Korvasjärvi är en sjö vid finsk-ryska gränsen. Den finländska delen ligger i kommunen Kuusamo i landskapet Norra Österbotten i Finland. Sjön ligger 242,1 meter över havet. Arean är 69 hektar och strandlinjen är 8,27 kilometer lång. Sjön  ingår i Koundaälvens huvudavrinningsområde.   Den ligger omkring 240 kilometer nordöst om Uleåborg och omkring 730 kilometer norr om Helsingfors. 